# Krystyna Karkowska
Krystyna Karkowska (ur. 12 kwietnia 1926 w Warszawie, zm. 27 maja 2018 tamże) – polska aktorka.

## Życiorys
Urodziła się w 1926. W 1948 roku ukończyła PWSA w Warszawie. Jej debiut teatralny miał miejsce w 1949 roku. W filmie zadebiutowała w 1950 roku rolą kelnerki Magdaleny w filmie Warszawska premiera.

## Życie prywatne
Matka reżysera Krzysztofa Krauzego. Od 1979, gdy zrezygnowała z kariery aktorskiej, mieszkała na stałe w Wiedniu.

## Teatr
- teatry dramatyczne w Poznaniu (1949–1950)
- Teatr Polski w Warszawie (1950–1954)
- Teatr im. Stefana Jaracza w Olsztynie (1961–1965)
- Teatr Nowy w Łodzi (1965–1969)
- Teatr Ziemi Mazowieckiej w Warszawie (1969–1977)

## Filmografia
Filmy fabularne kinowe i telewizyjne
- 2004: Mój Nikifor jako kuracjuszka
- 2002: Dwie miłości jako Kristine Winebald
- 2000: Wielkie rzeczy jako Wesołowska
- 1982: Wybór Zofii jako dozorczyni
- 1979: Terrarium jako garderobiana
- 1978: Bestia jako Lipkowska, matka Anny
- 1977:
  - Ciuciubabka jako uczestniczka zjazdu absolwentów
  - Prawo Archimedesa jako sprzątaczka na pływalni
  - Antyki jako kobieta
- 1974: Zaczarowane podwórko jako pani Róża
- 1967:
  - Człowiek, który zdemoralizował Hadleyburg jako mieszkanka Hadleyburga
  - Poradnik matrymonialny
- 1966: Bicz boży jako Głębiszewska
- 1960:
  - Szatan z siódmej klasy jako Ewa Gąsowska, matka Wandy Gąsowskiej
  - Zezowate szczęście jako majorowa Wrona-Wrońska
- 1950: Warszawska premiera jako kelnerka Magdalena

Seriale
- 1980: Punkt widzenia jako koleżanka Marii odcinki: 1, 2
- 1978: Układ krążenia jako pacjentka odcinki: 1
- 1972: Ucieczka-wycieczka jako Kowalska, babcia Doroty, Grześka i Pawła odcinki: 1-5